# Sarah Poewe
Sarah Poewe (Kaapstad (West-Kaap), 3 maart 1983) is een Zuid-Afrikaans/Duitse zwemster. Ze vertegenwoordigde Zuid-Afrika op de Olympische Zomerspelen 2000 in Sydney, namens Duitsland nam Poewe deel aan de Olympische Zomerspelen 2004 in Athene, de Olympische Zomerspelen 2008 in Peking en de Olympische Zomerspelen 2012 in Londen.

## Carrière
Poewe maakte op 14-jarige leeftijd haar internationale debuut tijdens de Pan Pacific kampioenschappen zwemmen 1997 in Fukuoka. 
Op de wereldkampioenschappen zwemmen 1998 in het Australische Perth eindigde de Zuid-Afrikaanse als zestiende op de 100 meter schoolslag. 
In Hongkong nam Poewe deel aan de wereldkampioenschappen kortebaanzwemmen 1999, op dit toernooi eindigde ze als zesde op de 100 meter schoolslag en als achtste op de 200 meter schoolslag. Tijdens de Pan Pacific kampioenschappen zwemmen 1999 in Sydney sleepte de Zuid-Afrikaanse de bronzen medaille in de wacht op de 200 meter schoolslag. 
Op de wereldkampioenschappen kortebaanzwemmen 2000 in Athene veroverde Poewe de wereldtitels op de 50 en de 100 meter schoolslag, op de 200 meter schoolslag eindigde ze als vijfde. Bij haar olympische debuut in Sydney eindigde de Zuid-Afrikaanse als vierde op de 100 meter schoolslag en als zesde op de 200 meter schoolslag, op de 4x100 meter wisselslag eindigde ze samen met Charlene Wittstock, Amanda Loots en Helene Muller op de vijfde plaats. 
In het Japanse Fukuoka nam Poewe deel aan de wereldkampioenschappen zwemmen 2001, op dit toernooi eindigde ze als vierde op de 100 meter schoolslag en als zevende op de 50 meter schoolslag. Op de 200 meter schoolslag werd ze uitgeschakeld in de halve finales. 
Op de wereldkampioenschappen kortebaanzwemmen 2002 in Moskou legde de Zuid-Afrikaanse beslag op de zilveren medaille op de 100 meter schoolslag, daarnaast eindigde ze als vierde op de 50 meter schoolslag en als vijfde op de 200 meter schoolslag. Op de 4x100 meter wisselslag bereikte ze samen met Charlene Wittstock, Amanda Loots en Helene Muller de vijfde plaats. Tijdens de Gemenebestspelen 2002 in het Engelse Manchester sleepte Poewe de zilveren medaille in de wacht op de 50 en de 200 meter schoolslag en de bronzen medaille op 100 meter schoolslag. Samen met Charlene Wittstock, Amanda Loots en Helene Muller veroverde ze de zilveren medaille op de 4x100 meter wisselslag.

### Overstap naar Duitsland
Na de Gemenebestspelen besloot Poewe gebruik te maken van haar Duitse paspoort, ze heeft een Duitse vader, en in de toekomst op internationale toernooien voor Duitsland uit te komen. Op de Europese kampioenschappen kortebaanzwemmen 2002 in Riesa kwam ze voor het eerst voor Duitsland uit. Op dit toernooi veroverde ze de Europese titel op de 100 meter schoolslag en werd ze vice-Europeeskampioene op de 50 en de 200 meter schoolslag, samen met Janine Pietsch, Nele Hofmann en Antje Buschschulte sleepte ze de zilveren medaille in de wacht op de 4x50 meter wisselslag. 
Op de wereldkampioenschappen zwemmen 2003 in Barcelona, Spanje eindigde de Duitse als vierde op de 100 meter schoolslag, als zesde op de 200 meter schoolslag en als zevende op de 50 meter schoolslag. Op de 4x100 meter wisselslag eindigde ze samen met Antje Buschschulte, Annika Mehlhorn en Sandra Völker op de vierde plaats. In de Ierse hoofdstad Dublin nam Poewe deel aan de Europese kampioenschappen kortebaanzwemmen 2003, op dit toernooi veroverde ze de Europese titels op de 50 en de 100 meter schoolslag en strandde ze in de series van de 200 meter schoolslag. Op de 4x50 meter wisselslag legde ze samen met Antje Buschschulte, Janine Pietsch en Sandra Völker beslag op de zilveren medaille. 
Tijdens de Olympische Zomerspelen van 2004 in Athene eindigde de Duitse als vijfde op de 100 meter schoolslag, samen met Antje Buschschulte, Franziska van Almsick en Daniela Götz sleepte ze de bronzen medaille in de wacht op de 4x100 meter wisselslag. Op de Europese kampioenschappen kortebaanzwemmen 2004 in de Oostenrijkse hoofdstad Wenen wist Poewe met succes haar Europese titels op de 50 en de 100 meter schoolslag te verdedigen, op de 200 meter schoolslag legde ze beslag op het brons. Op de 4x50 meter wisselslag veroverde ze samen met Janine Pietsch, Antje Buschschulte en Dorothea Brandt de zilveren medaille.

### 2005-2008
Tijdens de wereldkampioenschappen zwemmen 2005 in Montreal eindigde de Duitse als zevende op de 100 meter schoolslag, samen met Antje Buschschulte, Annika Mehlhorn en Daniela Götz sleepte ze de bronzen medaille in de wacht op de 4x100 meter wisselslag. 
Op de Europese kampioenschappen zwemmen 2006 in de Boedapest eindigde Poewe als zesde op de 200 meter schoolslag en als zevende op de 100 meter schoolslag, op de 4x100 meter wisselslag legde ze samen met Antje Buschschulte, Annika Mehlhorn en Britta Steffen beslag op de zilveren medaille. 
In Debrecen nam de Duitse deel aan de Europese kampioenschappen kortebaanzwemmen 2007, op dit toernooi veroverde ze de bronzen medaille op de 50 meter schoolslag en eindigde ze als zesde op de 100 meter schoolslag. 
Tijdens de Olympische Zomerspelen van 2008 in de Chinese hoofdstad Peking strandde Poewe in de series van de 100 meter schoolslag, samen met Antje Buschschulte, Daniela Samulski en Britta Steffen werd ze uitgeschakeld in de series van de 4x100 meter wisselslag. 

### 2009-heden
Op de wereldkampioenschappen zwemmen 2009 in Rome eindigde de Duitse als achtste op de 100 meter schoolslag, op de 4x100 meter wisselslag sleepte ze samen met Daniela Samulski, Annika Mehlhorn en Britta Steffen de bronzen medaille in de wacht. In Istanboel nam Poewe deel aan de Europese kampioenschappen kortebaanzwemmen 2009, op dit toernooi eindigde ze als zevende op zowel de 100 als de 200 meter schoolslag en werd ze uitgeschakeld in de series van de 50 meter schoolslag.
Tijdens de Europese kampioenschappen zwemmen 2010 in Boedapest eindigde de Duitse als vijfde op de 100 meter schoolslag. Samen met Daniela Samulski, Sina Sutter en Daniela Schreiber zwom ze in de series van de 4x100 meter wisselslag, in de finale legde Samulski samen met Jenny Mensing, Caroline Ruhnau en Silke Lippok beslag op de bronzen medaille. Voor haar aandeel in de series werd Poewe beloond met de bronzen medaille.
Op de wereldkampioenschappen zwemmen 2011 in Shanghai strandde Poewe in de halve finales van de 100 meter schoolslag, op de 4x100 meter wisselslag werd ze samen met Jenny Mensing, Sina Sutter en Daniela Schreiber gediskwalificeerd in de finale.
In Debrecen nam de Duitse deel aan de Europese kampioenschappen zwemmen 2012. Op dit toernooi veroverde ze de gouden medaille op de 100 meter schoolslag en de bronzen medaille op de 200 meter schoolslag, samen met Jenny Mensing, Alexandra Wenk en Britta Steffen werd ze Europees kampioen op de 4x100 meter wisselslag. Tijdens de Olympische Zomerspelen van 2012 in Londen werd Poewe uitgeschakeld in de halve finales van de 100 meter schoolslag, op de 4x100 meter wisselslag strandde ze samen met Jenny Mensing, Alexandra Wenk en Britta Steffen in de series.

## Internationale toernooien

### Namens Zuid-Afrika
| Jaar | Olympische Spelen                                          | WK langebaan                                             | WK kortebaan                                             | PanPacs         | Gemenebestspelen                                                       |
| ---- | ---------------------------------------------------------- | -------------------------------------------------------- | -------------------------------------------------------- | --------------- | ---------------------------------------------------------------------- |
| 1997 |                                                            |                                                          | geen deelname                                            | ?               |                                                                        |
| 1998 |                                                            | 16e 100m schoolslag                                      |                                                          |                 | geen deelname                                                          |
| 1999 |                                                            |                                                          | 6e 100m schoolslag 8e 200m schoolslag                    | 200m schoolslag |                                                                        |
| 2000 | 4e 100m schoolslag 6e 200m schoolslag 5e 4x100m wisselslag |                                                          | 50m schoolslag · 100m schoolslag · 5e 200m schoolslag    |                 |                                                                        |
| 2001 |                                                            | 7e 50m schoolslag 4e 100m schoolslag 11e 200m schoolslag |                                                          |                 |                                                                        |
| 2002 |                                                            |                                                          | 100m schoolslag · 4e 50m schoolslag · 5e 200m schoolslag | geen deelname   | 50m schoolslag · 100m schoolslag · 200m schoolslag · 4x100m wisselslag |

### Namens Duitsland
| Jaar | Olympische Spelen                        | WK langebaan                                                                  | WK kortebaan       | EK langebaan                                                        | EK kortebaan                                                             |
| ---- | ---------------------------------------- | ----------------------------------------------------------------------------- | ------------------ | ------------------------------------------------------------------- | ------------------------------------------------------------------------ |
| 2002 |                                          |                                                                               | namens Zuid-Afrika | geen deelname                                                       | 50m schoolslag · 100m schoolslag · 200m schoolslag · 4x50m wisselslag    |
| 2003 |                                          | 7e 50m schoolslag 4e 100m schoolslag 6e 200m schoolslag 4e 4x100 m wisselslag |                    |                                                                     | 50m schoolslag · 100m schoolslag · 9e 200m schoolslag · 4x50m wisselslag |
| 2004 | 5e 100m schoolslag · 4x100m wisselslag   |                                                                               | geen deelname      | geen deelname                                                       | 50m schoolslag · 100m schoolslag · 200m schoolslag · 4x50m wisselslag    |
| 2005 |                                          | 7e 100m schoolslag · 4x100m wisselslag                                        |                    |                                                                     | geen deelname                                                            |
| 2006 |                                          |                                                                               | geen deelname      | 7e 100m schoolslag · 6e 200m schoolslag · 4x100m wisselslag         | geen deelname                                                            |
| 2007 |                                          | geen deelname                                                                 |                    |                                                                     | 50m schoolslag · 6e 100m schoolslag                                      |
| 2008 | 20e 100m schoolslag 9e 4x100m wisselslag |                                                                               | geen deelname      | geen deelname                                                       | geen deelname                                                            |
| 2009 |                                          | 8e 100m schoolslag · 4x100m wisselslag                                        |                    |                                                                     | 21e 50m schoolslag 7e 100m schoolslag 7e 200m schoolslag                 |
| 2010 |                                          |                                                                               | geen deelname      | 5e 100m schoolslag · 4x100m wisselslag · Poewe zwom enkel de series | geen deelname                                                            |
| 2011 |                                          | 12e 100m schoolslag DQ 4x100m wisselslag                                      |                    |                                                                     | geen deelname                                                            |
| 2012 | 11e 100m schoolslag 9e 4x100m wisselslag |                                                                               | geen deelname      | 100m schoolslag · 200m schoolslag · 4x100m wisselslag               | geen deelname                                                            |

## Persoonlijke records
Bijgewerkt tot en met 11 december 2009
Kortebaan
| Afstand         | Tijd    | Datum            | Plaats    |
| --------------- | ------- | ---------------- | --------- |
| 50m schoolslag  | 30,19   | 10 december 2009 | Istanboel |
| 100m schoolslag | 1.05,05 | 27 november 2009 | Essen     |
| 200m schoolslag | 2.21,86 | 11 december 2009 | Istanboel |

Langebaan
| Afstand         | Tijd    | Datum         | Plaats      |
| --------------- | ------- | ------------- | ----------- |
| 50m schoolslag  | 31,57   | 20 mei 2000   | Monte Carlo |
| 100m schoolslag | 1.07,01 | 28 juli 2009  | Rome        |
| 200m schoolslag | 2.25,53 | 22 april 2008 | Berlijn     |